# Nagadome Kaoru
Nagadome Kaoru (永留 かおる; Hepburn: Nagadome Kaoru) (Japán, 1973. május 7. –) japán válogatott labdarúgó.

## Klub
A Prima Ham FC Kunoichi csapatában játszott.

## Nemzeti válogatott
1997-ben debütált a japán válogatottban. A japán válogatott tagjaként részt vett az 1999-es világbajnokságon. A japán válogatottban 4 mérkőzést játszott.

## Statisztika
| Japán válogatott | Japán válogatott | Japán válogatott |
| Időszak          | Mérk.            | gól              |
| ---------------- | ---------------- | ---------------- |
| 1997             | 1                | 0                |
| 1998             | 0                | 0                |
| 1999             | 3                | 0                |
| Összesen         | 4                | 0                |

## Sikerei, díjai
Egyéni
- Az év Japán csapatában: 1995